# Tomma Abts
Pour les articles homonymes, voir Abts.
Tomma Abts (née le 26 décembre 1967 à Kiel) est une artiste peintre abstraite allemande.

## Biographie
Tomma Abts est une artiste peintre abstraite allemande née en 1967 à Kiel. A Berlin, elle étudie le cinéma structuraliste avant de s'installer en 1995 à Londres. Elle y est professeure à l’université de Londres, en tant que peintre et dessinatrice.
En 2006, elle est la première femme à obtenir le prix Turner. Organisé par la Tate Britain à Londres, depuis 1984 cette récompense est décernée à un artiste contemporain de moins de 50 ans.
La majorité de ses peintures sont de même dimensions (48 cm sur 38 cm) car elle apprécie de travailler avec la toile disposée dans le pli de son bras. Elle a la particularité également de ne pas réaliser de croquis préliminaires et applique ses couches successivement sans plan établi.

## Oeuvres
- 2013 : Fimme, acrylique et huile sur toile, 48 x 38 cm, Sasha S. Bauer, Chicago, E.U. et Londres, R.U.

## Récompenses et distinctions
- 2006 : prix Turner